# Mikrosatellit
Mikrosatelliten (synonym Simple Sequence Repeats, SSR, short tandem repeats, STR) sind kurze, meist nichtcodierende DNA-Sequenzen von zwei bis sechs Basenpaaren Länge, die im Genom eines Organismus oft wiederholt werden. Oftmals konzentrieren sich viele Wiederholungen am selben Locus (Position einer Sequenz). Sie kommen gehäuft in Eukaryoten vor. Die STR gehören neben den VNTR (variable number of tandem repeats, ‚variable Anzahl an Tandemwiederholungen‘) zur Gruppe der SSLP (Simple sequence length polymorphism ‚einfacher Sequenzlängenpolymorphismus‘).

## Eigenschaften

Palindromische Mikrosatelliten können Haarnadelstrukturen ausbilden

Die wiederholte Sequenz in einem Mikrosatelliten ist sehr einfach. Sie besteht aus zwei bis vier Nukleotiden und kann 10- bis 100-mal wiederholt auftreten. Mikrosatelliten kommen, je nach Zählung, über eine Million Mal im menschlichen Genom vor. Sequenziert man am Locus eines Mikrosatelliten, so erhält man Sequenzen wie „TAGTAGTAGTAGTAGTAG…“. Mikrosatelliten sind die häufigste Form repetitiver DNA. Am häufigsten sind die Dinukleotidwiederholungen vom Typ (CA)n. Diese machen etwa 0,5 % des Genoms aus.
Mikrosatelliten können zur Genanalyse (STR-Analyse) verwendet werden, da die Anzahl der Wiederholungen sich auch bei verschiedenen Individuen einer Art unterscheidet. Auf diese Weise können Polymorphismen in der DNA festgestellt werden.
Eine Analyse der Länge der beiden Mikrosatelliten an einem bestimmten Ort (Locus) im Genom erfolgt durch die PCR-Analyse. Dabei werden kurze synthetische Oligonukleotide (sogenannte Primer) verwendet, die komplementär zu denjenigen DNA-Sequenzen sind, die den interessierenden Mikrosatellit flankieren. Die beiden (meist unterschiedlichen) Produkte der PCR können durch Gelelektrophorese aufgetrennt und deren Länge damit bestimmt werden. Als Ergebnis werden oftmals zwei Zahlen angegeben, die der Anzahl der Wiederholungen des Motivs entspricht (z. B. TH01 6,9 bedeutet, der STR-Marker TH01 hat 6 Wiederholungen auf dem ersten und 9 Wiederholungen auf dem zweiten Allel der untersuchten Person).

## Programme zur Suche von Mikrosatelliten
| Programm              | Algorithmus     | perfekte | imperfekte | Motivgrößen, perfekt    | Motivgrößen, imperfekt | braucht Motivbibliothek | erkennt alternative Alignierungen | findet teilweise oder ganz überlappende Mikrosatelliten | Besonderheiten                    |
| --------------------- | --------------- | -------- | ---------- | ----------------------- | ---------------------- | ----------------------- | --------------------------------- | ------------------------------------------------------- | --------------------------------- |
| MISA                  | exakt           | ja       | nein       | 1 bis Länge der Sequenz | -                      | nein                    | ?                                 | ja                                                      |                                   |
| Phobos                | exakt           | ja       | ja         | 1 - >5000               | 1 - >50                | nein                    | ja                                | ja                                                      |                                   |
| REPuter               |                 |          |            |                         |                        |                         |                                   |                                                         |                                   |
| SciRoKo               | exakt           | ja       | ja         | 1-6                     | 1-6                    | nein                    | ?                                 | ?                                                       | interaktive Analyse der Resultate |
| Sputnik               | exakt           | ja       | ja         | 1-5                     | 1-5                    | nein                    | nein                              | nein                                                    |                                   |
| Tandem Repeats Finder | probabilistisch | ja       | ja         | 1-2000                  | 1-2000                 | nein                    | ja                                | ja                                                      |                                   |
| Troll                 | exakt           | ja       | nein       | 1-6                     | -                      | ja                      | nein                              | ?                                                       |                                   |